# Ga Yadang
Ga Yadang (Tiếng Hàn: 야당역, Hanja: 野塘驛) là ga tàu điện ngầm nằm ở Yadang-dong, Paju-si, Gyeonggi-do trên Tuyến Gyeongui-Jungang. Nó đã khai trương vào 31 tháng 10 năm 2015 .

## Bố trí ga
| ↑ Unjeong  |
| ２ \| １   |
| Tanhyeon ↓ |

| 1 | ● Tuyến Gyeongui–Jungang | Địa phương·Tốc hành | → Hướng đi Ilsan · Daegok · Seoul · Jipyeong →     |
| 2 | ● Tuyến Gyeongui–Jungang | Địa phương·Tốc hành | ← Hướng đi Unjeong · Geumneung · Geumchon · Munsan |

## Kết nối
- G7426
- 567
- 600
- 80
- 075
- 076
- 081
- 083
- 084
- 084 (심야)
- 085
- 086